# 三鷹台駅
三鷹台駅（みたかだいえき）は、東京都三鷹市井の頭一丁目にある、京王電鉄井の頭線の駅である。井の頭北管区所属。駅番号はIN15。東京都多摩地域最東端の駅である。

## 歴史
- 1933年（昭和8年）8月1日：帝都電鉄の駅として開設。
- 1940年（昭和15年）5月1日：小田原急行鉄道と合併、同社帝都線の駅となる。
- 1942年（昭和17年）5月1日：小田急電鉄が東京急行電鉄（大東急）へ併合。
- 1948年（昭和23年）6月1日：東急から京王帝都電鉄が分離、同社井の頭線の駅となる。
- 1982年（昭和57年）3月19日：久我山側へ移設[1]。
- 2024年（令和6年）3月24日：ホームドアの使用を開始[2]。

## 駅構造
相対式ホーム2面2線を有する地上駅。橋上駅舎を備える。
コンコースから北口と2面のホームを連絡するエレベーターがある。北口の橋上駅舎への階段は踏切の道路を越す歩道橋となっている。
トイレは1番線ホーム吉祥寺側端部にあり、ユニバーサルデザインの一環として「だれでもトイレ」は階段下に併設されている。
1982年（昭和57年）の移設前は、現在の駅から踏切を挟んだ井の頭公園側に島式ホーム1面2線を有していた。

### のりば
| 番線 | 路線     | 方向 | 行先                             |
| ---- | -------- | ---- | -------------------------------- |
| 1    | 井の頭線 | 下り | 吉祥寺方面                       |
| 2    | 井の頭線 | 上り | 久我山・明大前・下北沢・渋谷方面 |

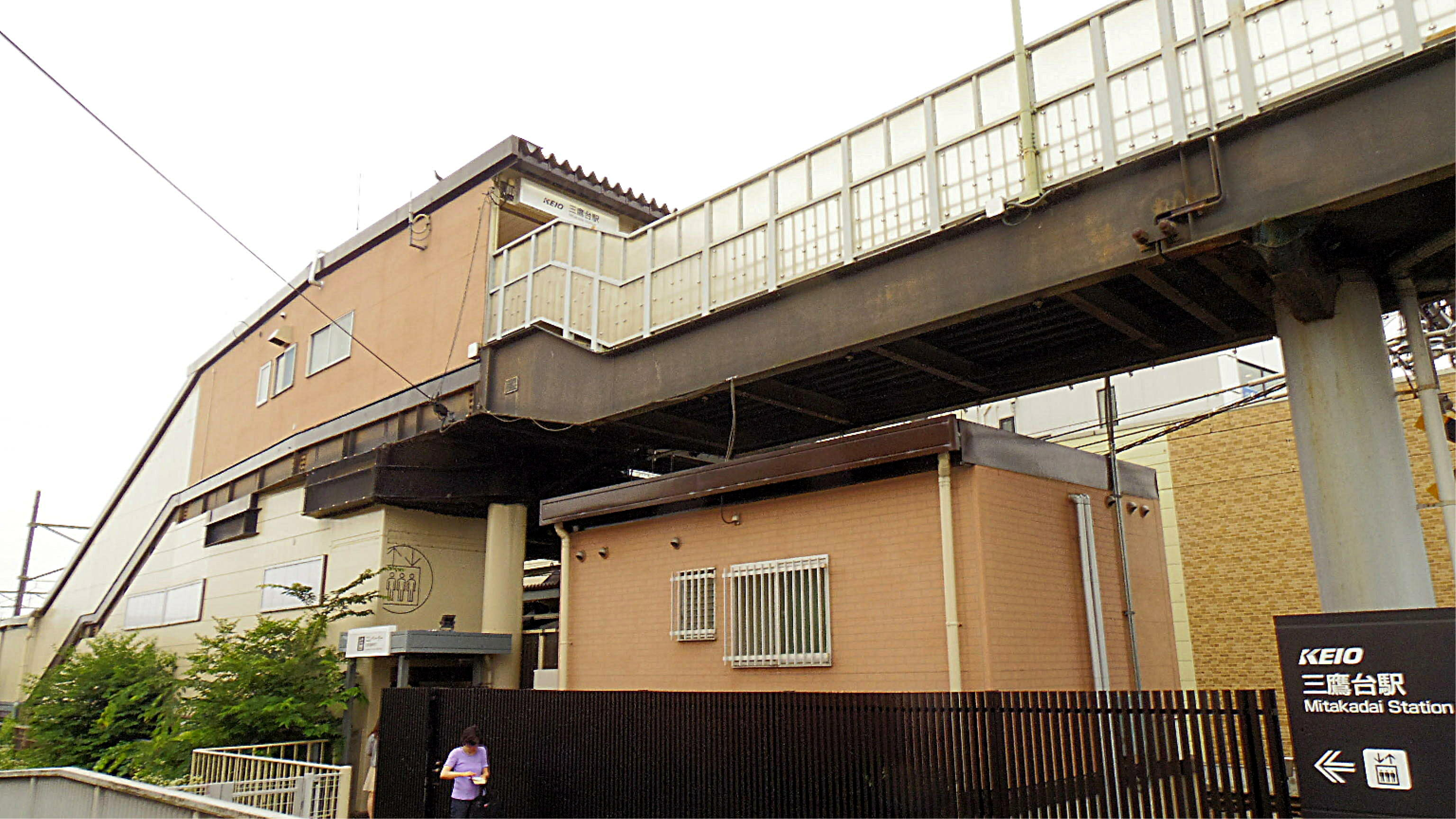
北口（2016年6月）
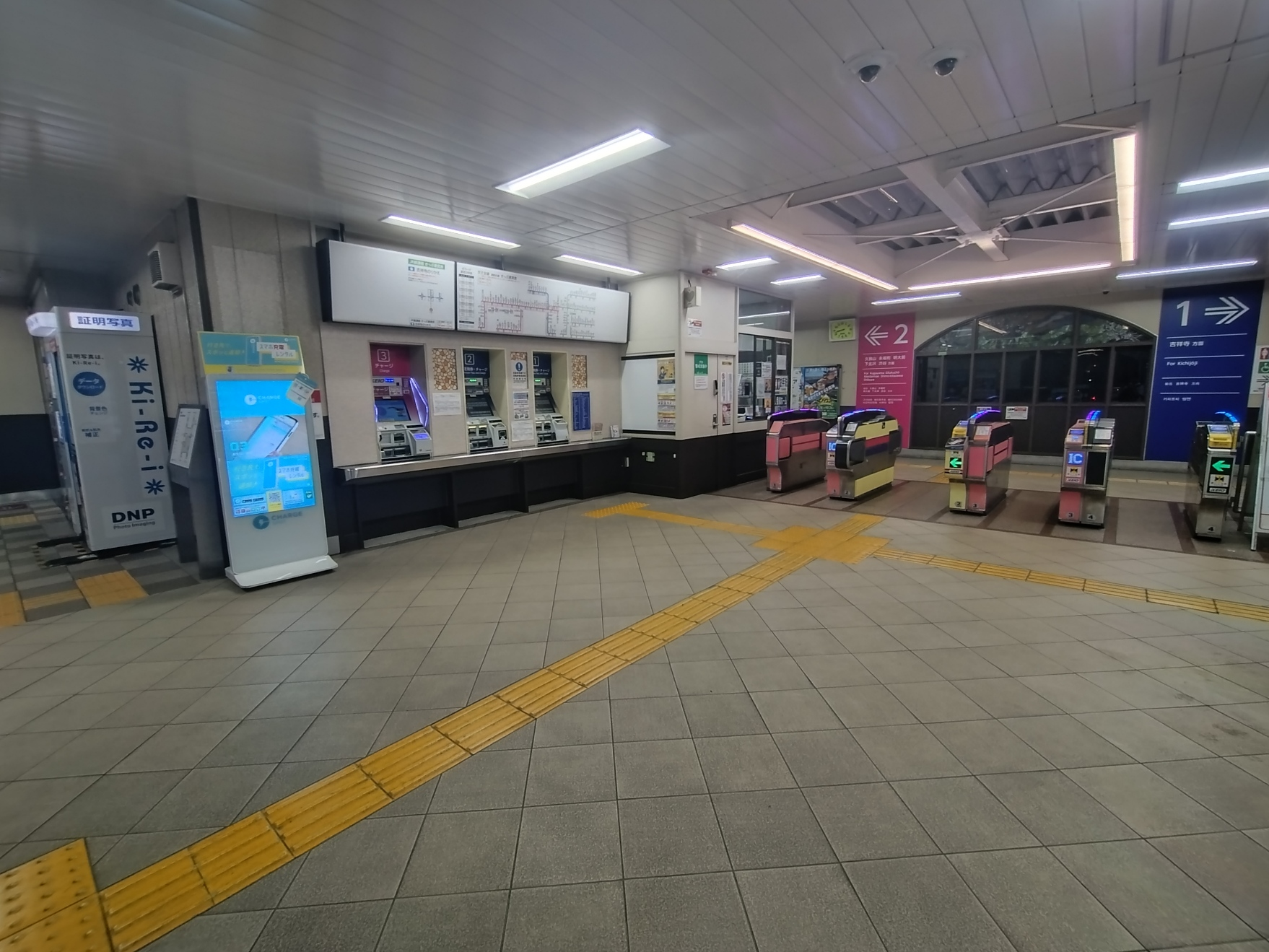
改札口（2025年7月）
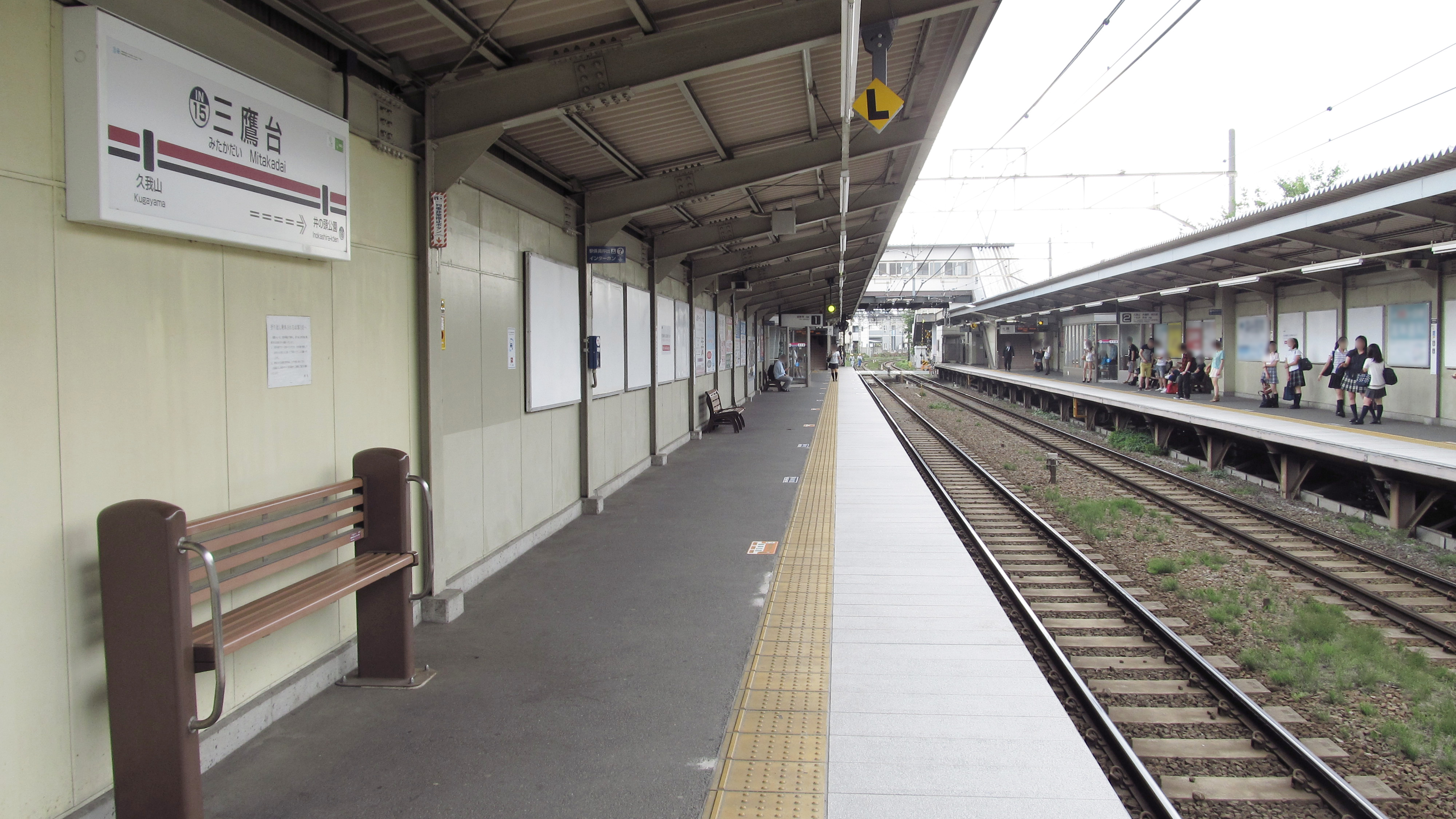
ホーム（2013年7月）
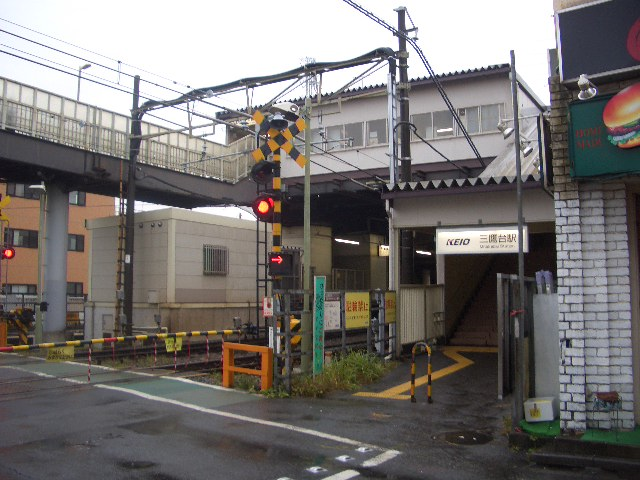
改装前の南口（2009年11月）

## 利用状況
2024年度（令和6年度）の1日平均乗降人員は19,570人である。
近年の1日平均乗降・乗車人員の推移は以下の通り。
| 年度               | 1日平均 乗降人員 | 1日平均 乗車人員 | 出典     |
| ------------------ | ---------------- | ---------------- | -------- |
| 1955年（昭和30年） | 9,227            |                  |          |
| 1960年（昭和35年） | 12,286           |                  |          |
| 1965年（昭和40年） | 17,014           |                  |          |
| 1970年（昭和45年） | 21,074           |                  |          |
| 1975年（昭和50年） | 20,842           |                  |          |
| 1980年（昭和55年） | 17,597           |                  |          |
| 1985年（昭和60年） | 19,282           |                  |          |
| 1990年（平成02年） | 20,478           | 9,970            | [ * 1 ]  |
| 1991年（平成03年） |                  | 10,205           | [ * 2 ]  |
| 1992年（平成04年） |                  | 10,304           | [ * 3 ]  |
| 1993年（平成05年） |                  | 10,677           | [ * 4 ]  |
| 1994年（平成06年） |                  | 10,619           | [ * 5 ]  |
| 1995年（平成07年） | 21,792           | 10,669           | [ * 6 ]  |
| 1996年（平成08年） |                  | 10,562           | [ * 7 ]  |
| 1997年（平成09年） |                  | 10,340           | [ * 8 ]  |
| 1998年（平成10年） |                  | 10,389           | [ * 9 ]  |
| 1999年（平成11年） |                  | 10,404           | [ * 10 ] |
| 2000年（平成12年） | 21,334           | 10,573           | [ * 11 ] |
| 2001年（平成13年） |                  | 10,742           | [ * 12 ] |
| 2002年（平成14年） | 21,758           | 10,926           | [ * 13 ] |
| 2003年（平成15年） | 22,259           | 11,060           | [ * 14 ] |
| 2004年（平成16年） | 22,269           | 11,071           | [ * 15 ] |
| 2005年（平成17年） | 22,165           | 11,011           | [ * 16 ] |
| 2006年（平成18年） | 22,142           | 11,005           | [ * 17 ] |
| 2007年（平成19年） | 22,705           | 11,402           | [ * 18 ] |
| 2008年（平成20年） | 23,018           | 11,570           | [ * 19 ] |
| 2009年（平成21年） | 22,979           | 11,550           | [ * 20 ] |
| 2010年（平成22年） | 22,832           | 11,487           | [ * 21 ] |
| 2011年（平成23年） | 22,574           | 11,347           | [ * 22 ] |
| 2012年（平成24年） | 22,533           | 11,348           | [ * 23 ] |
| 2013年（平成25年） | 22,998           | 11,570           | [ * 24 ] |
| 2014年（平成26年） | 22,597           | 11,353           | [ * 25 ] |
| 2015年（平成27年） | 22,760           | 11,407           | [ * 26 ] |
| 2016年（平成28年） | 22,908           | 11,507           | [ * 27 ] |
| 2017年（平成29年） | 23,062           | 11,581           | [ * 28 ] |
| 2018年（平成30年） | 22,741           | 11,427           | [ * 29 ] |
| 2019年（令和元年） | 22,072           | 11,063           | [ * 30 ] |
| 2020年（令和02年） | 15,700           | 7,874            | [ * 31 ] |
| 2021年（令和03年） | 17,225           |                  |          |
| 2022年（令和04年） | 18,309           |                  |          |
| 2023年（令和05年） | 19,085           |                  |          |
| 2024年（令和06年） | 19,570           |                  |          |

## 駅周辺

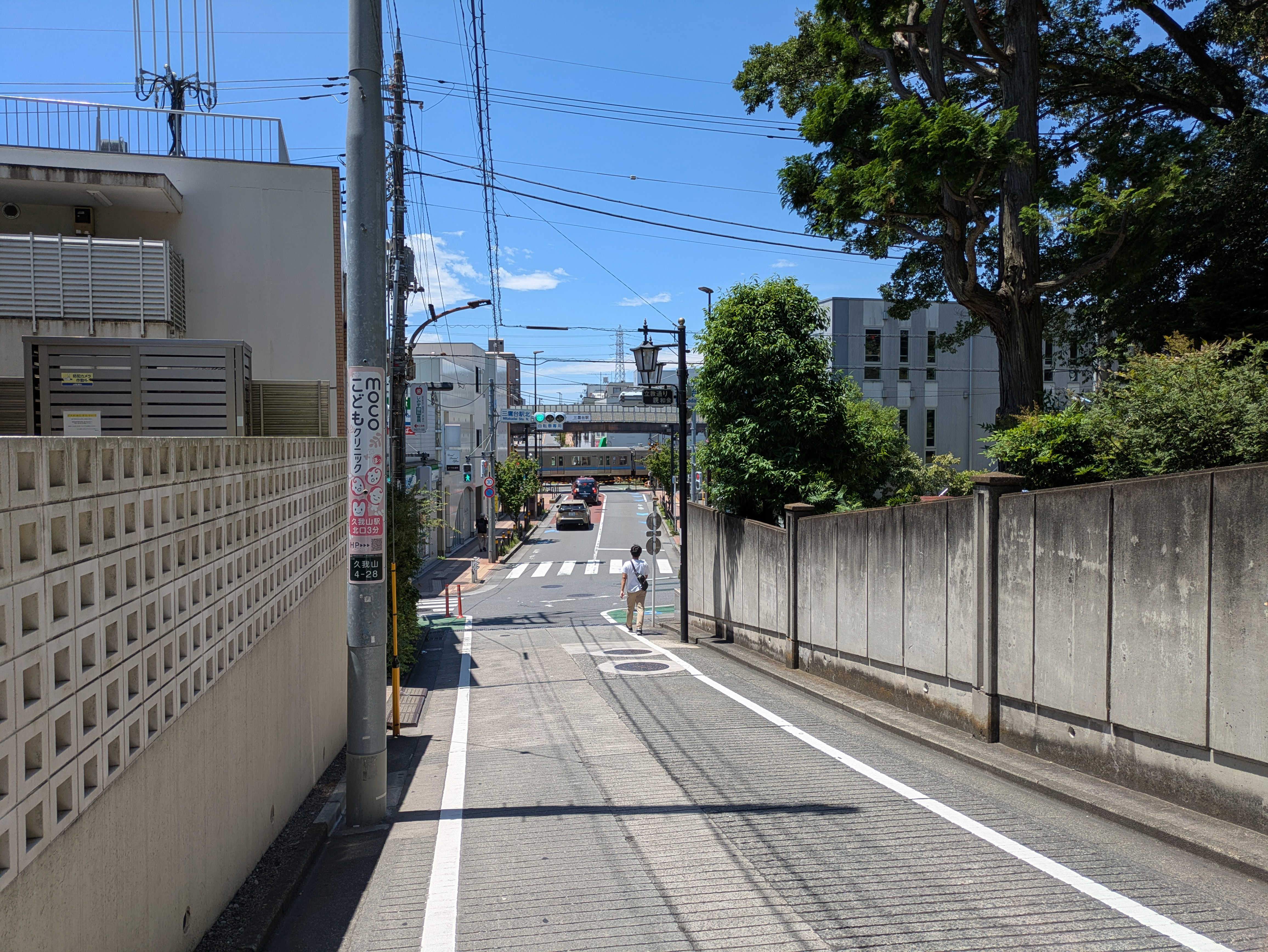
三鷹台駅北口杉並区側からの展望。北側は起伏があり高低差が判る。（2025年6月）

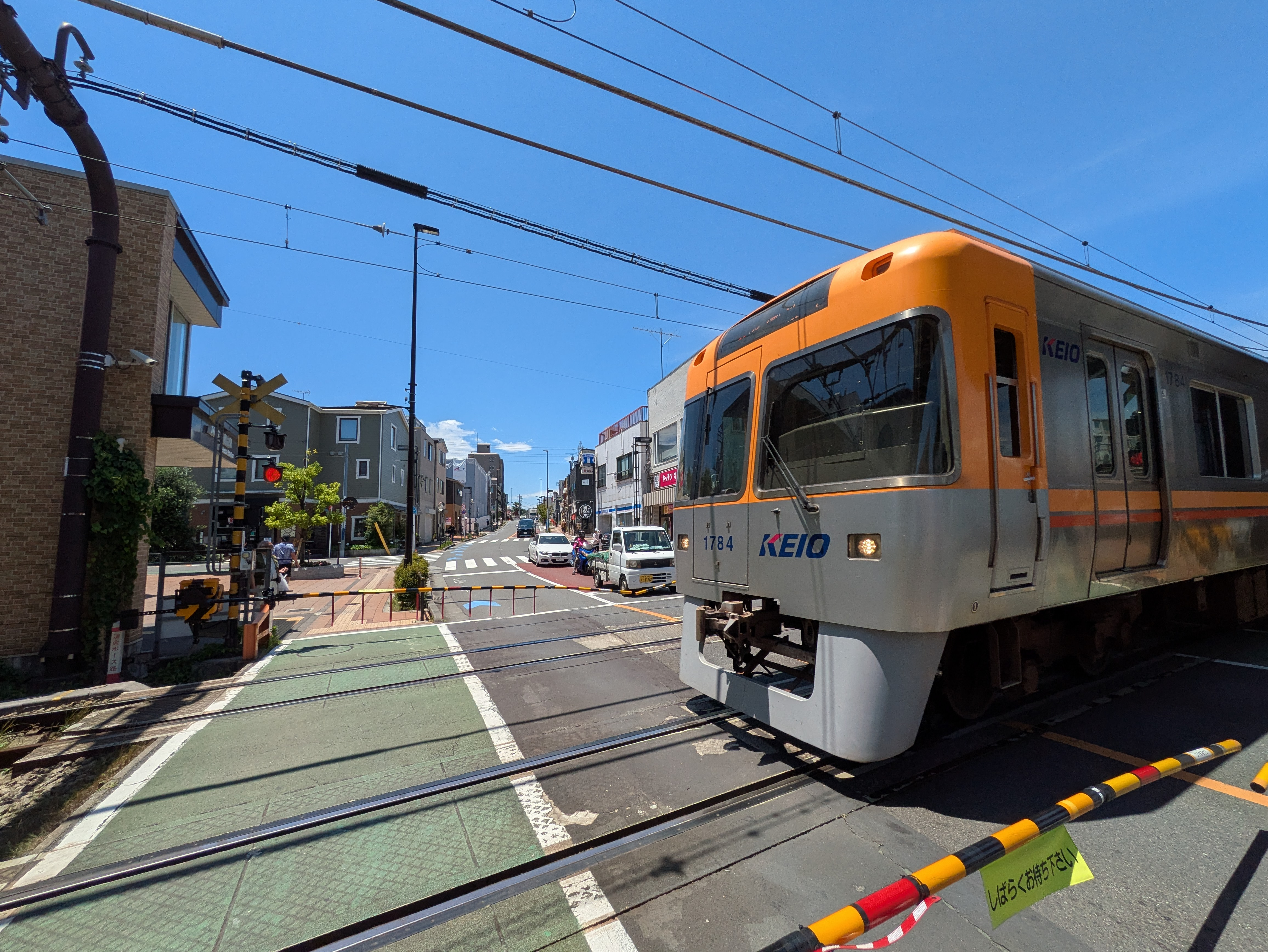
三鷹台駅踏切と三鷹台駅前通り南側の起伏（2025年6月）

駅前には商店が並ぶが、少し駅を離れると閑静な住宅街が広がる。三鷹市と杉並区の区界付近であり、北口の立教女学院より北側は杉並区となる。また同学院の北西側は武蔵野市となる。地形的には神田川の谷に当たる部分のため駅北側は急な上り坂となり、南側も上り坂となる。
- Odakyu OX 三鷹台店
- 神田川：駅北側を流れ、渋谷寄りで線路下をくぐっている。
- 学校法人立教女学院
  - 立教女学院中学校・高等学校
  - 立教女学院小学校
  - 聖公会立教女学院礼拝堂
- 聖公会聖マーガレット教会
- 法政大学中学校・高等学校
- 玉成保育専門学校
- 三鷹市役所三鷹台市政窓口
- 三鷹台郵便局

## バス路線

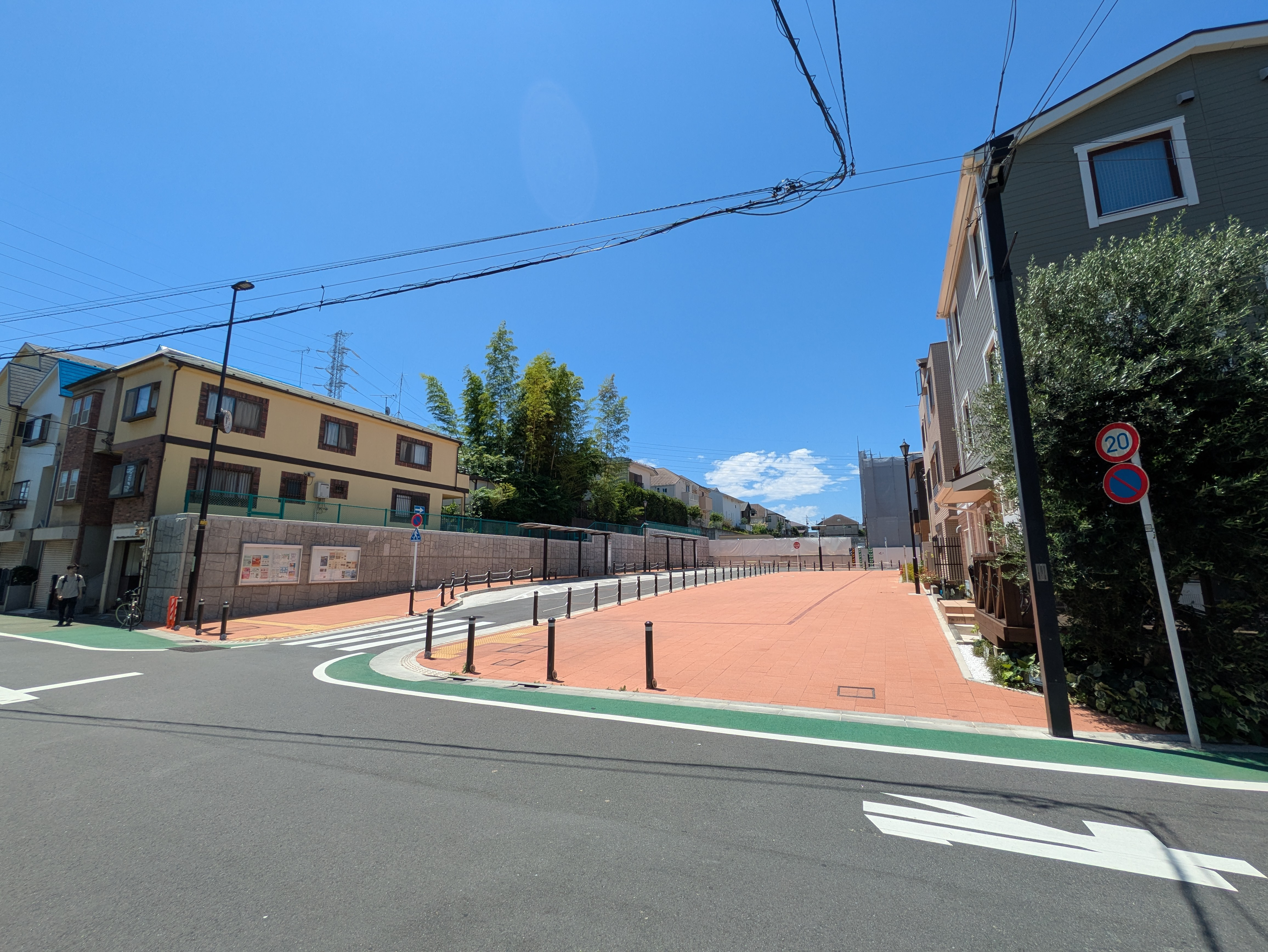
三鷹台駅南口バス停（2025年6月）

2024年1月16日より、「三鷹台駅」バス停は南口近くの駅前広場から小田急バスの路線が発着する。乗車専用で、降車は三鷹台駅前通り上となる。なお、バス専用でタクシー乗り場利用不可の為、注意。
以前は南口より三鷹台駅前通りを100m程南側に離れた折返場を使用していた。
- 仙01：仙川駅[注釈 1]（三鷹台団地 - 北野公園 - 白百合女子大経由）
- みたかシティバス：調布飛行場（杏林大学医学部付属病院前 - 三鷹中央防災公園 - 三鷹市役所前経由）

また、北口から上り坂を10分程歩いた場所にある「立教女学院」バス停も利用可能であり、関東バスが発着する。
- 荻40：荻窪駅（西荻窪駅 - 八丁 - 四面道経由）
- 西20：西荻窪駅
- 西20：青梅街道営業所（西荻窪駅 - 善福寺経由）

## 隣の駅
京王電鉄
 井の頭線
■急行
通過
■各駅停車
久我山駅 (IN14) - 三鷹台駅 (IN15) - 井の頭公園駅 (IN16)